# Geestmorgen
Der Geestmorgen, auch mit Heider Katastermorgen bezeichnet, war ein Flächenmaß in den Dithmarschen. Das Maß war ein Aussaatmaß und ist vom einfachen Morgen zu unterscheiden. Dieser hatte in den Süderdithmarschen 15 Scheffel mit je 40 Quadratruten und in den Norderdithmarschen 20 Scheffel zu 30 Quadratruten, wobei im Lundener Marschland 16 Scheffel mit 30 QR. galten.
- 1 Geestmorgen = 200 Quadratruten = 4 Scheffel (Scheffelsaat) 
  - 1 Scheffel (Scheffelsaat) = 50 Quadratruten